# ケリー・ウーブレ・ジュニア
ケリー・ポール・ウーブレ・ジュニア（Kelly Paul Oubre Jr., 1995年12月9日 - ）は、アメリカ合衆国・ルイジアナ州ニューオーリンズ出身のプロバスケットボール選手。NBAのフィラデルフィア・76ersに所属している。ポジションはスモールフォワードとシューティングガードを兼ねるスウィングマン。

## 生い立ち

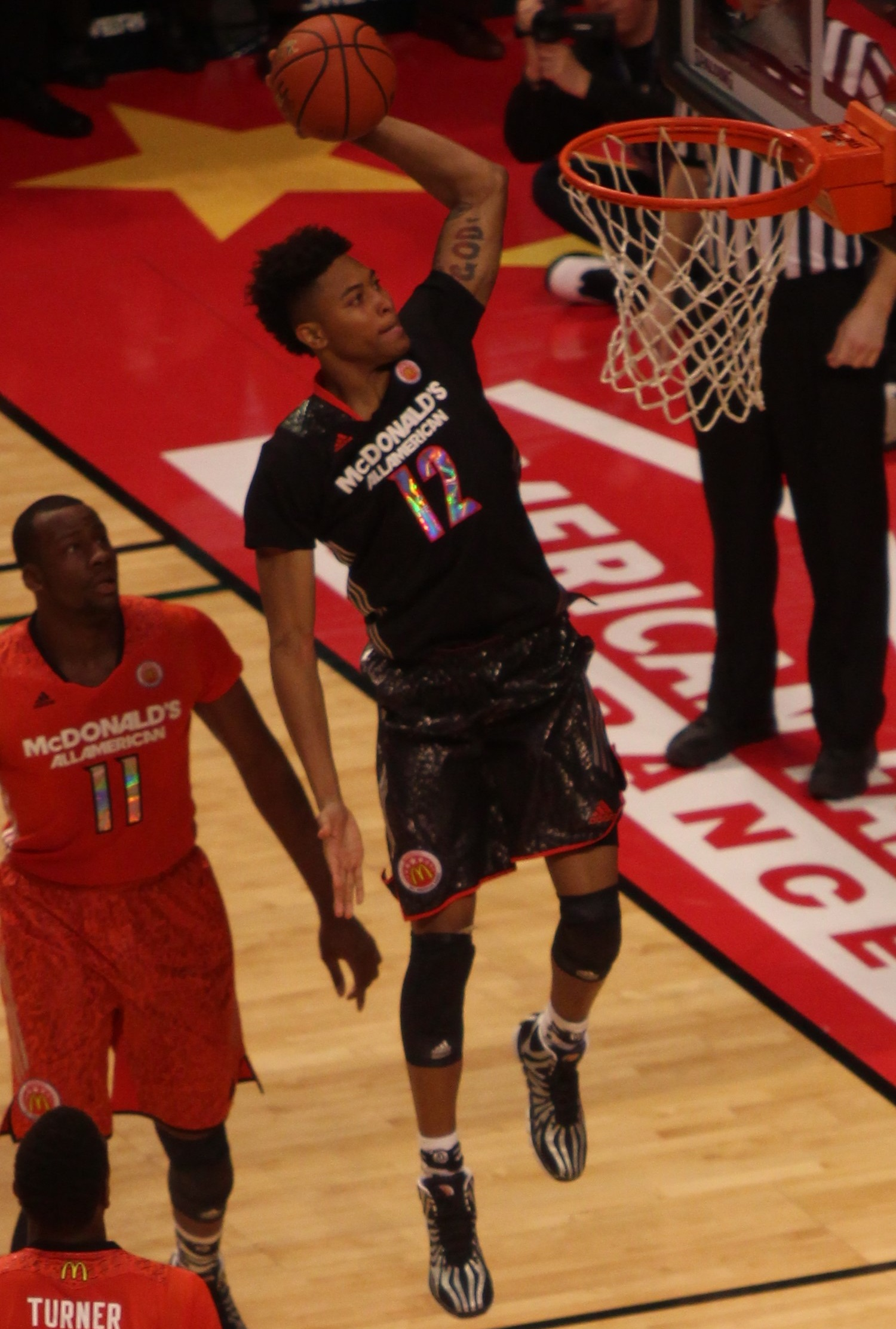
2014年のマクドナルド・オール・アメリカンでのウーブレ

ウーブレは1995年にルイジアナ州ニューオーリンズで生まれたが、2005年に発生したハリケーン・カトリーナによって、一家はテキサス州リッチモンドに引っ越した。ウーブレはネバダ州ヘンダーソンにあるファインドレイ・プレップに転校するまでテキサス州フォートベンドのジョージ・ブッシュ高校に所属し、2014年の10月にカンザス大学に入学した。

## カレッジ
大学1年目の2014-2015シーズンにウーブレは、所属カンファレンスの週間最優秀新人賞に2度選出され、その後オールルーキーチーム入りも果たした。またBIG12カンファレンスの主要な賞を総なめにした。
カンザス大学では出場した36試合のうち27試合で先発出場し、1試合あたり平均出場時間21分で、平均9.3得点、5リバウンド、1.1スティールを記録した。2015年4月に2015年のNBAドラフトへアーリーエントリーすることを表明した。

## NBA

### ワシントン・ウィザーズ

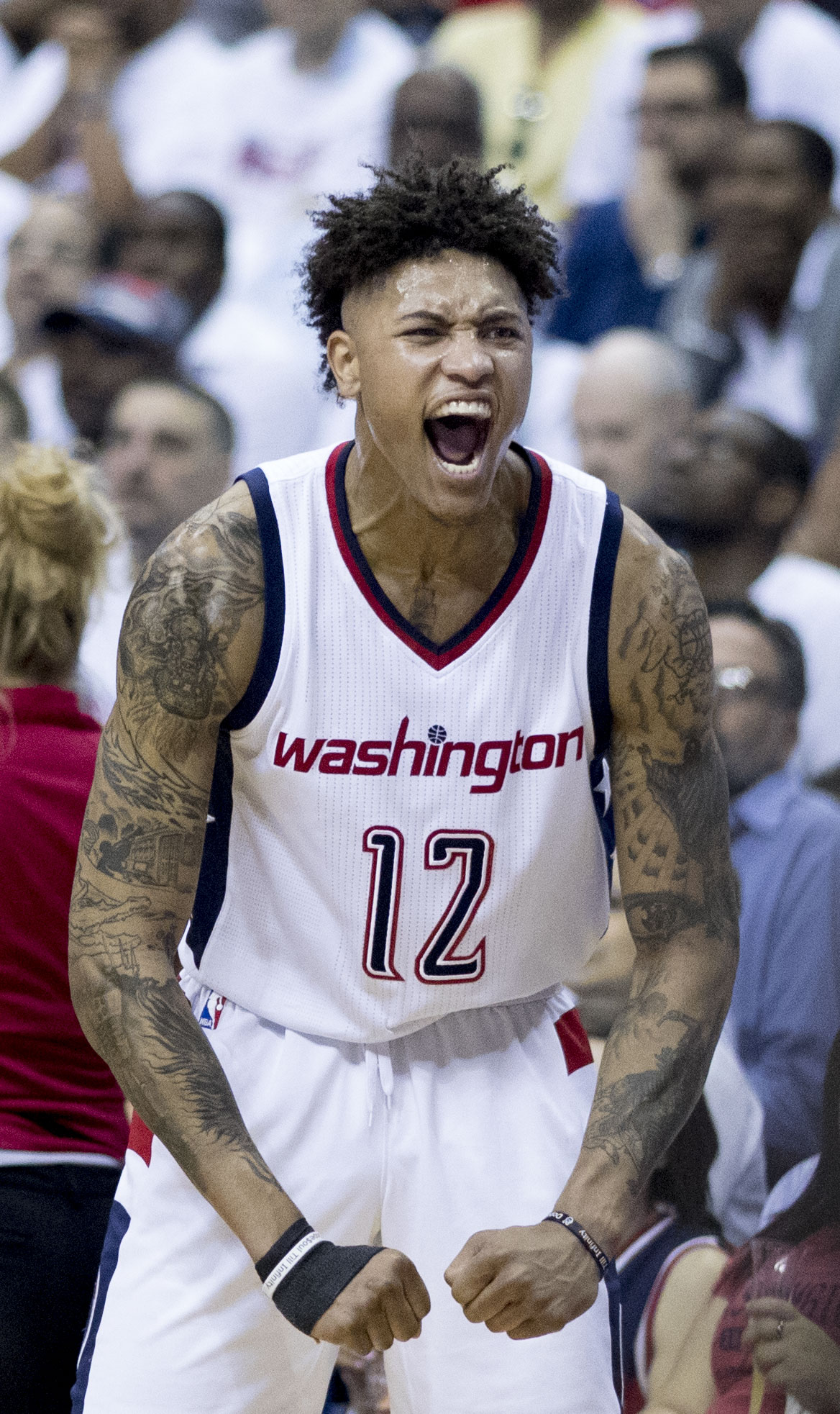
2017年のプレーオフにてウィザーズでのウーブレ

2015年6月25日、ウーブレはアトランタ・ホークスから15位指名を受けたが、その直後にワシントン・ウィザーズが19位で指名したジェリアン・グラント、2つの2巡目指名権とのトレードが成立し、ウィザーズの一員としてNBAでの選手生活がスタート。7月9日、ウーブレはウィザーズとのルーキー契約に合意。その後参加したラスベガスでのサマーリーグでは、6試合で平均16.8点、5.7リバウンドを記録した。2015年11月6日、ボストン・セルティックス戦で初得点を記録した。

### フェニックス・サンズ
2018年12月17日にトレバー・アリーザとのトレードで、オースティン・リバースと共にフェニックス・サンズへ移籍した。
2019年7月16日にサンズとの2年総額3,000万ドルの延長契約に合意した。2019-20シーズン、初めて先発に定着し、56試合に平均34.5分の出場で、平均18.7得点、6.4リバウンドを記録した。

### ゴールデンステート・ウォリアーズ
2020年11月16日にクリス・ポール、アブデル・ネイダーとのトレードで、ジェイレン・レック、リッキー・ルビオ、タイ・ジェローム、2022年のドラフト1巡目指名権と共にオクラホマシティ・サンダーへ放出されたが、同月22日に2021年の条件付き1巡目指名権、同年のドラフト2巡目指名権とのトレードで、ゴールデンステート・ウォリアーズへ移籍した。
2020-21シーズンの2021年2月4日のダラス・マーベリックス戦でキャリアハイとなる40得点を記録した。シーズンを通してトレードの噂が絶えなかったが、結果的には残留した。オフにFAとなった。

### シャーロット・ホーネッツ
2021年8月7日にシャーロット・ホーネッツとの2年総額2,500万ドルの契約に合意した。2022年1月26日のインディアナ・ペイサーズ戦でキャリアハイとなる10本の3ポイントシュートを含む39得点を記録し、チームは158-126で勝利した。
11月18日のクリーブランド・キャバリアーズ戦でシーズンハイとなる34得点を含む3リバウンド、3スティールを記録したが、チームはオーバータイムの末に122-132で敗れた。12月29日のオクラホマシティ・サンダー戦で左手にある靱帯を断裂する怪我を負い、手術のために無期限の欠場を余儀なくされた。復帰戦となった2023年2月24日のミネソタ・ティンバーウルブズ戦で8得点、3リバウンドを記録し、チームは121-113で勝利した。

### フィラデルフィア・76ers
9月26日にフィラデルフィア・76ersとの1年290万ドルの契約に合意した。11月11日に自宅近くで車に撥ねられる事故に遭い、肋骨の骨折に加えて腰と右足を負傷するも、病院搬送後も容態は安定しており数時間後に退院した。2024年3月29日のロサンゼルス・クリッパーズ戦後に審判に対し怒鳴ったことにより、50,000ドルの罰金処分を受けた。 
7月15日に76ersとの再契約に合意した。12月30日のポートランド・トレイルブレイザーズ戦でキャリアハイとなる8スティールを含む15得点、5リバウンドを記録し、チームは125-103で勝利した。

## 個人成績

### NBA

#### レギュラーシーズン
| シーズン | チーム | GP  | GS  | MPG  | FG%  | 3P%  | FT%  | RPG | APG | SPG | BPG | PPG  |
| -------- | ------ | --- | --- | ---- | ---- | ---- | ---- | --- | --- | --- | --- | ---- |
| 2015–16  | WAS    | 63  | 9   | 10.7 | .427 | .336 | .633 | 2.1 | .2  | .3  | .1  | 3.7  |
| 2016–17  | WAS    | 79  | 5   | 20.3 | .421 | .287 | .758 | 3.3 | .6  | .7  | .2  | 6.3  |
| 2017–18  | WAS    | 81  | 11  | 27.5 | .403 | .341 | .820 | 4.5 | 1.2 | 1.0 | .4  | 11.8 |
| 2018–19  | WAS    | 29  | 7   | 26.0 | .433 | .311 | .800 | 4.4 | .7  | .9  | .7  | 12.9 |
| 2018–19  | PHX    | 40  | 12  | 29.5 | .453 | .325 | .761 | 4.9 | 1.6 | 1.4 | 1.0 | 16.9 |
| 2019–20  | PHX    | 56  | 55  | 34.5 | .452 | .352 | .780 | 6.4 | 1.5 | 1.3 | .7  | 18.7 |
| 2020–21  | GSW    | 55  | 50  | 30.7 | .439 | .316 | .695 | 6.0 | 1.3 | 1.0 | .8  | 15.4 |
| 2021–22  | CHA    | 76  | 13  | 26.3 | .440 | .345 | .667 | 4.0 | 1.1 | 1.0 | .4  | 15.0 |
| 2022–23  | CHA    | 48  | 40  | 32.2 | .431 | .319 | .760 | 5.2 | 1.1 | 1.4 | .4  | 20.3 |
| 2023–24  | PHI    | 68  | 52  | 30.2 | .441 | .311 | .750 | 5.0 | 1.5 | 1.1 | .7  | 15.4 |
| 2024–25  | PHI    | 60  | 57  | 34.6 | .470 | .293 | .751 | 6.1 | 1.8 | 1.5 | .5  | 15.1 |
| 通算     | 通算   | 655 | 311 | 27.1 | .438 | .325 | .751 | 4.6 | 1.1 | 1.0 | .5  | 13.3 |

#### プレーオフ
| シーズン | チーム | GP | GS | MPG  | FG%  | 3P%  | FT%  | RPG | APG | SPG | BPG | PPG  |
| -------- | ------ | -- | -- | ---- | ---- | ---- | ---- | --- | --- | --- | --- | ---- |
| 2017     | WAS    | 12 | 0  | 15.4 | .426 | .367 | .700 | 2.3 | .3  | .8  | .4  | 5.8  |
| 2018     | WAS    | 6  | 1  | 24.7 | .375 | .211 | .889 | 3.8 | .7  | 1.0 | .5  | 9.3  |
| 2024     | PHI    | 6  | 6  | 37.3 | .484 | .391 | .727 | 4.0 | 1.7 | 1.8 | 1.2 | 13.2 |
| 通算     | 通算   | 24 | 7  | 23.2 | .434 | .333 | .795 | 3.1 | .8  | 1.1 | .6  | 8.5  |

### カレッジ
| シーズン | チーム   | GP | GS | MPG  | FG%  | 3P%  | FT%  | RPG | APG | SPG | BPG | PPG |
| -------- | -------- | -- | -- | ---- | ---- | ---- | ---- | --- | --- | --- | --- | --- |
| 2014-15  | カンザス | 36 | 27 | 21.0 | .444 | .358 | .718 | 5.0 | .8  | 1.1 | .4  | 9.3 |